# Расул Гамзатов
Расул Гамзатович Гамзатов (на руски: Расу́л Гамза́тович Гамза́тов; на аварски: Расул XIамзатов) е съветски и руски поет, публицист, прозаик, преводач и политик.
Народен поет на Дагестанска АССР (1959), герой на социалистическия труд (1974), носител на Ленинска премия (1963), носител на Сталинска премия, 3-та степен (1952). Член на КПСС от 1944 г.

## Биография
Расул Гамзатов е роден на 8 септември 1923 г. в село Цада, Дагестан в семейството на Гамзат Цадаса (1877 – 1951) – аварски поет. Завършва педагогически институт през 1939 г. До 1941 г. работи като учител, а след това като асистент-режисьор в театъра, журналист във вестници и радиото. От 1945 г. до 1950 г. учи в Литературен институт „Максим Горки“ в Москва.
Избран е за депутат във Върховния съвет на Дагестанската АССР, заместник-председател на Върховния съвет на Дагестанска АССР, заместник и член на Президиума на Върховния съвет на СССР. Няколко десетилетия е делегат на конгреса на писателите на Дагестан, РСФСР и СССР, член на съветския комитет за солидарност на писатели от Азия и Африка, член на комисията по Ленинската и държавната награди на СССР, член на Управителния съвет съветския комитет по защита и мир, заместник-председател на съветския комитет за солидарност с азиатски и африкански страни.
Депутат във Върховния съвет на СССР между 1962 – 1989 г. от Дагестанска АССР. В годините 1962 – 1966 г., и през 1971 г. е член на Президиума на Върховния съвет на СССР. Член на Академията на науките и изкуствата.
Умира на 3 ноември 2003 г. в Централна клинична болница в Москва. Погребан е в старите мюсюлмански гробища в Тарки до съпругата си.

## Творчество
Расул Гамзатов започва да пише поезия през 1932 г., а първите му отпечатани са през 1937 г., в аварския вестник „Большевик гор“. Първата книга на аварски език е публикувана през 1943 г. Той превежда на езика на аварите класическа и модерна руска литература, включително Александър Пушкин, Михаил Лермонтов, Владимир Маяковски и Сергей Есенин.
В Литературния институт „Максим Горки“ в Москва, започва да превежда стихове на руски език. Наум Гребнев превежда творбата му „Журавли“, която през 1960 г. се превръща в песен. Тя е посветена на загиналите във Великата Отечествена война. Творби на Гамзатов са преведени на десетки езици в Русия и света. Сред другите стихотворения, станали песни е и „Исчезли солнечные дни“. Той работи в тясно сътрудничество с много композитори, включително Дмитрий Кабалевски, Ян Френкел, Раймонд Паулс, Юрий Антонов. Сред изпълнителите на песни от неговата поезия са Анна Герман, Галина Вишневская, Йосиф Кобзон, Валери Леонтиев, София Ротару, Вахтанг Кикабидзе.
Расул Гамзатов е член на редакционната колегия на списание „Новый мир“, „Дружба народов“, вестниците „Литературная газета“, „Литературная Россия“ и други вестници и списания. От 1951 г. до смъртта си е начело на Асоциацията на писателите на Дагестан.
Публикувани са десетки негови поезии, прози и документални книги на аварски и руски език, в Дагестан, Кавказ и по света.

## Семейство
Съпругата му е Патима (починала през 2000 г.), има три дъщери и четири внучки, включително Шахри Амирханова и Таус Махачева. Баща му умира през 1951 г., а майка му – през 1965 г.
Двамата му по-големи братя са убити през Втората световна война.
По-малкият му брат Гаджи Гамзатов (1926 – 2011) е академик в Руската академия на науките.